# 云雨增九
云雨增九（雙魚座25），又名BD+01 4792，HD 223855、SAO 128436、HR 9042，是雙魚座的一颗恒星，视星等为6.28，位于銀經94.93，銀緯-57.57，其B1900.0坐标为赤經23h 47m 57.4s，赤緯+1° -57.57′ 5″。